# Zweifilmtheorie
Die Zweifilmtheorie dient der Beschreibung des Stoffaustauschs zwischen zwei Phasen. Auf jeder Seite der Phasengrenze liegt eine laminare Grenzschicht vor. In den Grenzschichten erfolgt der Stofftransport allein durch Diffusion, wohingegen der Stofftransport von dem Kern der Phase zur Grenzschicht über turbulente Strömungsvorgänge geschieht. Die Dicke der jeweiligen Grenzschicht nimmt mit steigender Strömungsgeschwindigkeit der zugehörigen Phase ab. Innerhalb der laminaren Grenzschicht nimmt die relative Geschwindigkeit der Phasen zur Phasengrenze hin ab. Es wird demnach angenommen, dass die Phasen an der Phasengrenze im Gleichgewicht vorliegen.

## Beschreibung der Phasengrenze zwischen Gas und Flüssigkeit
Die Grundlage für die mathematische Beschreibung der flüssig-gas Phasengrenze bildet die schematische Abbildung. Da der Stofftransport einer Komponente {\displaystyle i} in den Grenzschichten durch Diffusion stattfindet, bildet das Erste Ficksche Gesetz die Grundlage zur Beschreibung des Stoffmengenflusses.
{\displaystyle J_{i}=-D_{i}{\frac {\mathrm {d} c}{\mathrm {d} x}}}

Wird diese Gleichung für die Grenzschicht der Gasphase und die Grenzschicht der Flüssigphase integriert, werden folgende Ausdrücke für den Stoffmengenfluss durch die jeweilige Grenzschicht erhalten:
{\displaystyle J_{i,l}=\beta _{l}\cdot (c_{i}^{*}-c_{i})}
{\displaystyle J_{i,g}=\beta _{g}\cdot (p_{i}-p_{i}^{*})}

Schematische Darstellung der flüssig-gas Phasengrenze.

Wobei der Stern für die Konzentration oder den Partialdruck an der Phasengrenze, der Index l für die flüssige Phase und der Index g für die Gasphase steht.
| Herleitung | Herleitung |
| {\displaystyle J_{i,g}=-D_{i,g}{\frac {\mathrm {d} p}{\mathrm {d} x}}} {\displaystyle J_{i,g}\int _{0}^{\delta _{g}}\,\mathrm {d} x=-D_{i,g}\int _{p_{i}}^{p_{i}^{*}}\,\mathrm {d} p} {\displaystyle J_{i,g}=\beta _{g}\cdot (p_{i}-p_{i}^{*})} mit {\displaystyle \beta _{g}={\frac {D_{i,g}}{\delta _{i}}}} | {\displaystyle J_{i,l}=-D_{i,l}{\frac {\mathrm {d} c}{\mathrm {d} x}}} {\displaystyle J_{i,l}\int _{\delta _{g}}^{\delta _{g}+\delta _{l}}\,\mathrm {d} x=-D_{i,l}\int _{c_{i}^{*}}^{c_{i}}\,\mathrm {d} c} {\displaystyle J_{i,l}=\beta _{l}\cdot (c_{i}^{*}-c_{i})} mit {\displaystyle \beta _{l}={\frac {D_{i,l}}{\delta _{l}}}} |
| --- | --- |

Im stationären Zustand sind die beiden Stoffmengenflüsse gleich groß, wodurch sich folgende Gleichung ergibt:
{\displaystyle \beta _{l}\cdot (c_{i}^{*}-c_{i})=\beta _{g}\cdot (p_{i}-p_{i}^{*})}
Diese Formulierung hat jedoch den Nachteil, dass die Konzentration und der Partialdruck an der Phasengrenze verwendet werden. Diese Größen sind in den wenigsten Fällen experimentell zugänglich, weshalb der Stoffdurchgangskoeffizient eingeführt wird, der die beiden Stoffübergangswiderstände der Gas- und Flüssigkeitsgrenzschicht vereint und trotzdem nur entweder auf die Gas- oder Flüssigkeitsseite bezogen wird.

### Einführung des Stoffdurchgangskoeffizienten
Durch die Einführung des Stoffdurchgangskoeffizienten {\displaystyle k_{l}} (Flüssigkeitsseite) und {\displaystyle k_{p}} (Gasseite) werden folgende Ausdrücke für die Stoffmengenflüsse erhalten.
{\displaystyle J_{i,g}=k_{p}\cdot (p_{i}-p_{i,eq})}
{\displaystyle J_{i,l}=k_{l}\cdot (c_{i,eq}-c_{i})}
Dabei wurden neue Konzentrationen mit dem Index eq eingeführt. Um zu verstehen, welche Beziehungen zwischen den verschiedenen Konzentrationen herrschen, wird das Henrysche Gesetz für Gaslöslichkeiten betrachtet. Im Allgemeinen lautet es wie folgt:
{\displaystyle p_{i}=H_{i}\cdot c_{i}}
Wobei {\displaystyle H} die Henry-Konstante ist. Der Kern der Gasphase {\displaystyle p_{i}} ist nicht über die Henry-Konstante mit dem Kern der Flüssigphase {\displaystyle c_{i}} verknüpft, da zwischen den Kernen der Phasen kein Gleichgewicht vorliegt. Allerdings gelten folgende Henry-Beziehungen:
- {\displaystyle p_{i,eq}=H_{i}\cdot c_{i}}
- {\displaystyle p_{i}=H_{i}\cdot c_{i,eq}}
- {\displaystyle p_{i}^{*}=H_{i}\cdot c_{i}^{*}}

Hier wird jetzt klar, wie sich die Stoffmengenflüsse mit dem Stoffdurchgangskoeffizienten berechnen: Ist die Konzentration einer Komponente in der flüssigen Phase bekannt ({\displaystyle c_{i}}), kann durch die Kenntnis des Partialdrucks dieser Komponente in der Gasphase ({\displaystyle p_{i}}), mit der Henry-Konstante, die Gleichgewichtskonzentration {\displaystyle c_{i,eq}} zu dem herrschenden Partialdruck berechnet werden. So kann der resultierende Stoffmengenfluss allein aus experimentell einfach zugänglichen Größen berechnet werden, sofern der Stoffdurchgangskoeffizient bekannt ist. Die Stoffdurchgangskoeffizienten setzen sich aus den Stoffübergangskoeffizienten und der Henry-Konstante wie folgt zusammen:
{\displaystyle {\frac {1}{k_{l}}}={\frac {1}{\beta _{l}}}+{\frac {1}{H_{i}\cdot \beta _{g}}}}
{\displaystyle {\frac {1}{k_{p}}}={\frac {H_{i}}{\beta _{l}}}+{\frac {1}{\beta _{g}}}}
| Herleitung {\displaystyle k_{p}} |
| --- |
| {\displaystyle J_{i,g}=J_{i,l}=J} {\displaystyle J=\beta _{g}\cdot (p-p^{*})} mit {\displaystyle p^{*}=H\cdot c^{*}} {\displaystyle J=\beta _{g}\cdot (p-H\cdot c^{*})} mit {\displaystyle c^{*}={\frac {J}{\beta _{l}}}+c} {\displaystyle J=\beta _{g}\cdot \left(p-H\cdot \left({\frac {J}{\beta _{l}}}+c\right)\right)} mit {\displaystyle c={\frac {p_{eq}}{H}}} {\displaystyle J={\frac {1}{{\frac {H}{\beta _{l}}}+{\frac {1}{\beta _{g}}}}}\cdot (p-p_{eq})} mit {\displaystyle k_{p}={\frac {1}{{\frac {H}{\beta _{l}}}+{\frac {1}{\beta _{g}}}}}} |